# Đèo Vi Ô Lắc
Đèo Vi Ô Lắc nằm trên quốc lộ 24 ở vùng giáp ranh giữa huyện Kon Plông, tỉnh Kon Tum và huyện Ba Tơ, tỉnh Quảng Ngãi, Việt Nam .
Đỉnh đèo nằm ở độ cao khoảng 1.300 mét so với mực nước biển.

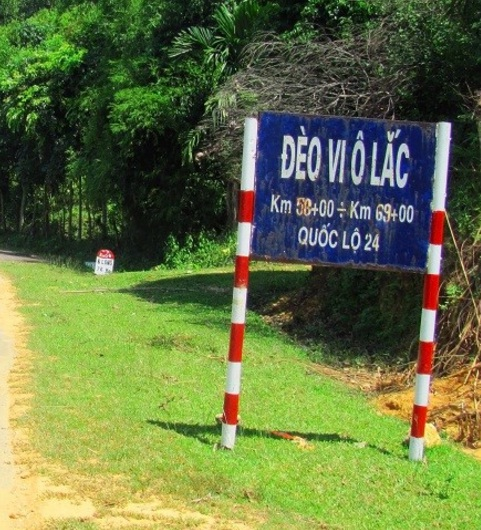
Đèo Vi Ô Lắc

## Vị trí
Quốc lộ 24 dài 170 km, từ ngã tư Thạch Trụ trên Quốc lộ 1 ở xã Đức Lân, huyện Mộ Đức, tỉnh Quảng Ngãi, đến thành phố Kon Tum.
Đèo Vi Ô Lắc ở ranh giới xã Ba Ngạc, huyện Ba Tơ, tỉnh Quảng Ngãi và buôn Tà Ê, xã Pờ Ê, huyện Kon Plông, tỉnh Kon Tum.

## Tên đèo
Tên đèo được đặt theo tên buôn Vi Ô Lăk, xã Pờ Ê. Khi lập bản đồ địa hình người Pháp ghi tên là Vi Ho Lak . Từ đó tên "Vi Ho Lak" xuất hiện trong các bản đồ lưu hành ở nước ngoài  và là điểm được chọn trong mạng lưới thông tin thời tiết quốc tế .